# Olympiastadion Luschniki
Das Olympiastadion Luschniki (Große Sportarena) (russisch Олимпийский комплекс Лужники (Большая спортивная арена) / Olimpijski kompleks Lužniki (Bolschaja sportiwnaja arena)) ist das größte Fußballstadion Russlands. Es liegt in der Hauptstadt Moskau im gleichnamigen Stadtviertel und ist ein Stadion der Kategorie 4, der höchsten Klassifikation des europäischen Fußballverbandes (UEFA). Vor dem Stadion steht eine Lenin-Statue, die zu den größten ihrer Art gehört. Nach einer Renovierung von 2014 bis 2017, im Hinblick auf die Fußball-Weltmeisterschaft 2018, bietet das Luschniki-Stadion 80.000 überdachte Sitzplätze.

## Geschichte des Stadions
Das Olympiastadion Luschniki wurde am 31. Juli 1956 in einer Grünanlage im Moskauer Stadtteil Luschniki, ungefähr 10 km südwestlich vom Kreml am Flusslauf der Moskwa fertiggestellt. Es wurde unter dem Namen W. I. Lenin-Zentralstadion (russisch Центральный стадион имени В.И.Ленина) eröffnet. Das Eröffnungsspiel bestritt die sowjetische Fußballnationalmannschaft gegen die chinesische Fußballnationalmannschaft (1:0).
Das Stadion war auch Austragungsort des letzten Spieles der Eishockey-Weltmeisterschaft 1957. Es wurde zwischen der Sowjetunion und Schweden ausgetragen. Das Spiel endete 4:4 (0:2, 4:0, 0:2) und damit wurde Schweden Weltmeister.

Das Olympiastadion Luschniki im Mai 1980

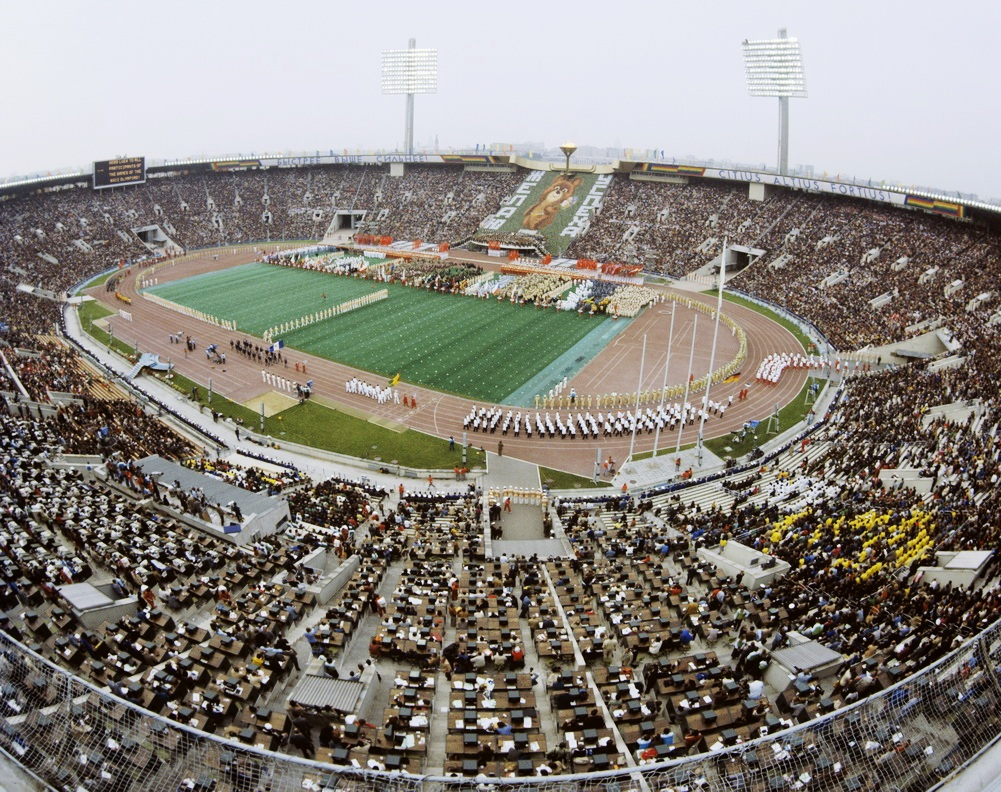
Die Eröffnungsfeier der Olympischen Sommerspiele 1980

Für die Olympischen Sommerspiele 1980 wurde das Stadion ausgebaut und hatte danach eine Kapazität von 103.000 Plätzen (19. Juli 1980).
Am 20. Oktober 1982, also gut zwei Jahre nach den Spielen, kamen am Rande eines UEFA-Pokal-Spiels zwischen Spartak Moskau und dem HFC Haarlem mindestens 66 Menschen ums Leben. Für die seinerzeit schlecht besuchte Begegnung hatten die Verantwortlichen nur eine Tribüne und einen Zugang geöffnet. Mehrere hundert Zuschauer wollten das Stadion kurz vor dem Ende der regulären Spielzeit beim Stand von 1:0 für den Gastgeber verlassen. Als in der Nachspielzeit ein weiterer Treffer für die Moskauer fiel, stürmten die Zuschauer zurück ins Stadion und trafen dabei auf zahlreiche Besucher, die ihrerseits gerade Richtung Ausgang strömten. Als unter den Gästen eine Panik entstand, wurden zahlreiche Menschen schwer verletzt und zu Tode getrampelt. Nach offiziellen Angaben starben 66 Personen, der Fußball-Weltatlas beziffert die Anzahl der Toten jedoch mit 340.

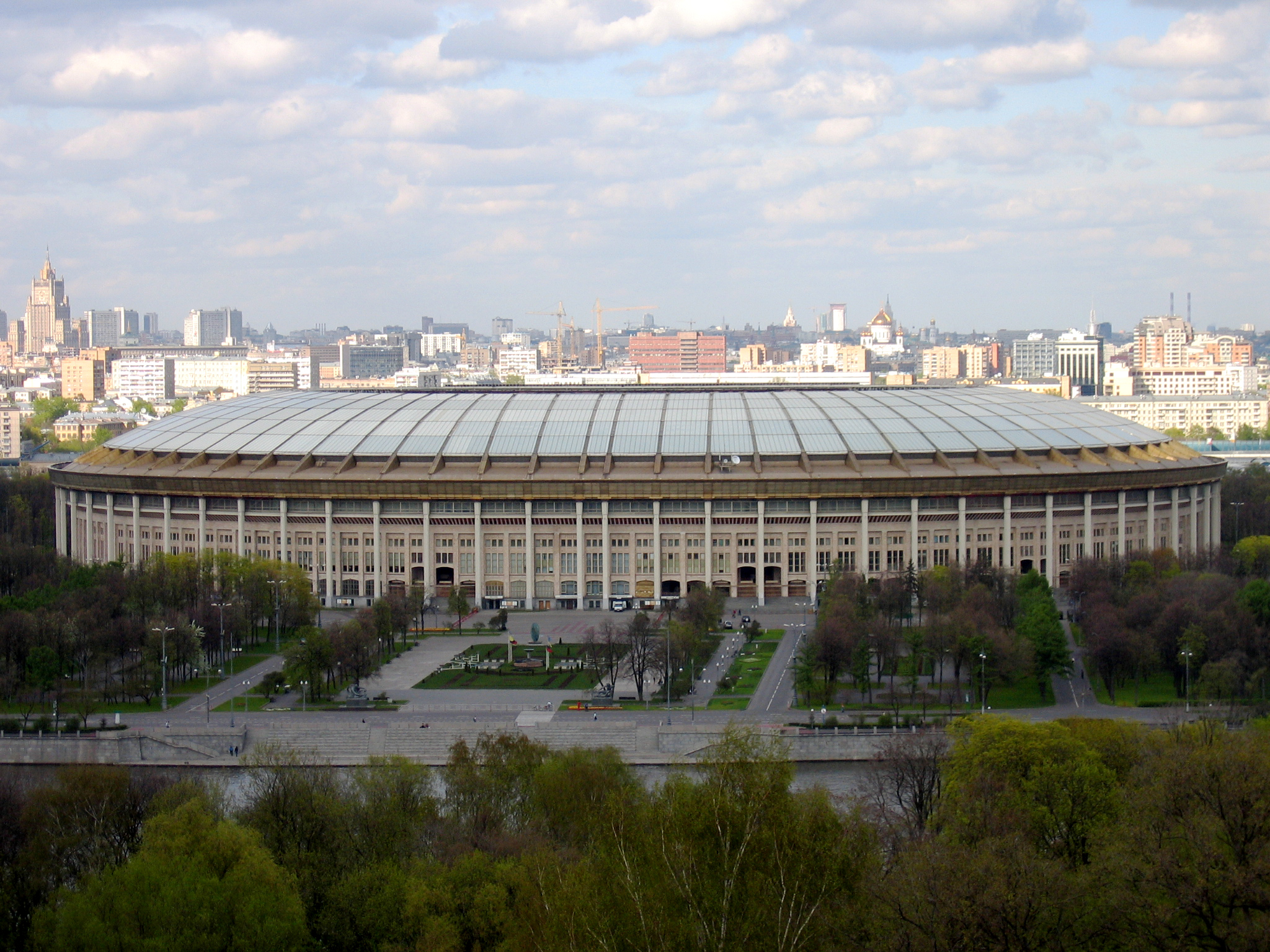
Außenansicht des Luschniki-Stadions (Mai 2007)

Im Jahre 1989 stand das Luschniki-Stadion erneut im Fokus der Weltöffentlichkeit, als dieses das Moscow Music Peace Festival beherbergte. Zwei Tage lang spielten Rockbands aus aller Welt wie Bon Jovi, Ozzy Osbourne und die Scorpions, um die Botschaft des Weltfriedens zu transportieren.
In den Jahren 1995 bis 1997 wurde das Stadion modernisiert und bot danach Platz für 84.864 Zuschauer. Alle Plätze sind Sitzplätze und das Stadion ist zu 100 Prozent überdacht. Die Flutlichtanlage erzeugt 1450 Lux.
Am 12. Mai 1999 war das Luschniki Schauplatz des Endspiels im UEFA-Pokal 1998/99 zwischen dem italienischen Club AC Parma und der französischen Mannschaft von Olympique Marseille. Die Partie endete vor 61.000 Zuschauern mit 3:0. Es war das erste Mal, dass in Russland das Endspiel eines europäischen Fußballturniers stattfand.
Am 4. Oktober 2006 entschied der UEFA-Exekutivausschuss, dass im Jahr 2008 das Finale der Champions League 2008 im Olympiastadion Luschniki ausgespielt wird. Für das Spiel am 21. Mai 2008 wurde der Kunstrasen schließlich durch einen Naturrasen ersetzt. Das rein englische Finale zwischen Manchester United und Chelsea London endete vor 69.500 Zuschauern im ausverkauften Stadion nach Toren von Cristiano Ronaldo (26.) und Frank Lampard (45.) mit 1:1 nach Verlängerung. In einem hochdramatischen Elfmeterschießen vergab John Terry für den FC Chelsea zunächst einen Matchball. In der zweiten Verlängerung des Elfmeterkrimis parierte Manchesters holländischer Keeper Edwin van der Sar gegen Chelseas Nicolas Anelka und wurde so zum Matchwinner des Spiels.

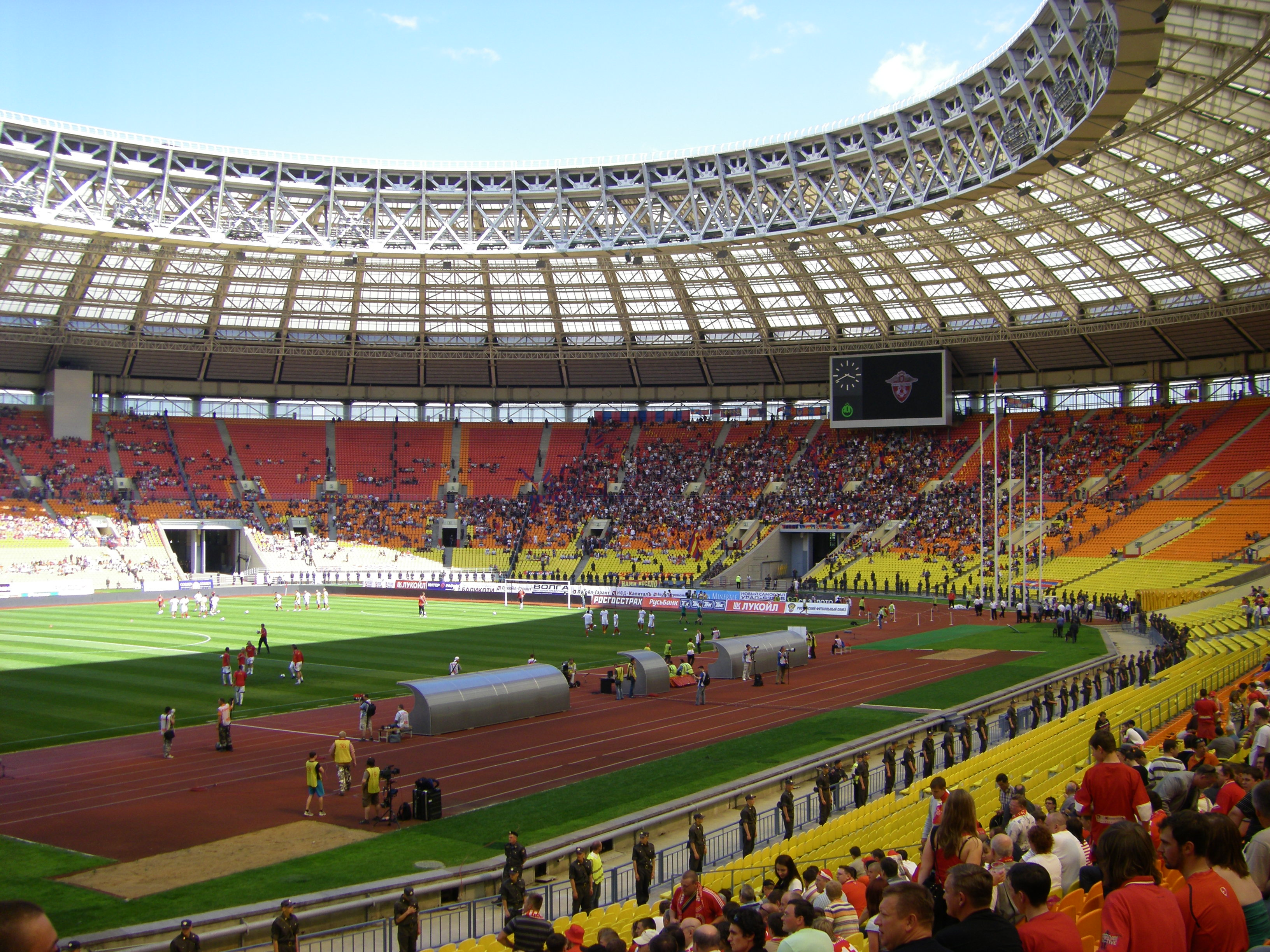
Innenansicht des Luschniki-Stadions (Juli 2008)

Das Luschniki war auch zentraler Bestandteil der Bewerbung Moskaus für die Olympischen Sommerspiele 2012, die letzten Endes aber an London vergeben wurden. Die Kandidatur sah vor, die meisten der Wettkampfanlagen wiederzuverwenden, die für die Olympischen Sommerspiele 1980 gebaut worden waren. Zudem sollten im Luschniki die Leichtathletik-Wettbewerbe ausgetragen werden sowie die Eröffnungs- und die Abschlussfeier stattfinden.
Am 2. Dezember 2010 bekam Russland die Fußball-Weltmeisterschaft 2018 zugesprochen. Das Olympiastadion Luschniki wurde als größte Spielstätte von 12 Stadien der Weltmeisterschaft unter anderem für das Endspiel ausgewählt.
Im Luschniki-Stadion wurden vom 10. bis zum 18. August 2013 die Leichtathletik-Weltmeisterschaften ausgetragen. Dafür wurde im Stadion eine neue, jetzt hellblaue, Tartanbahn verlegt und der Kunstrasen gegen einen für die Wurfwettbewerbe vorgeschriebenen Naturrasen ausgetauscht. Nach den Titelkämpfen wurde das Stadion für die Umbauarbeiten für die Fußball-WM 2018 geschlossen.
2014 begann der Umbau des Stadions, der ursprünglich im Frühjahr 2017 abgeschlossen sein sollte. Eine zunächst angedachte Erweiterung der Zuschauerkapazität auf bis zu 90.000 Plätze wurde aus Gründen des Denkmalschutzes verworfen, weil eine solche Erweiterung nicht möglich gewesen wäre, ohne das Stadion komplett abzureißen. Letztlich hat man sich auch aus Kostengründen für ein Umbaukonzept entschieden, bei dem sich die Sitzplatzanzahl von rund 84.000 Plätzen um etwa 3.000 auf ca. 81.000 Plätze reduziert. Die Leichtathletikanlage wurde für ein reines Fußballstadion aus dem Innenraum entfernt.
Das Olympiastadion Luschniki wurde nach den umfangreichen Umbauten am 11. November 2017 mit einem Freundschaftsländerspiel Russlands gegen Argentinien wiedereröffnet. Die Premiere vor 78.750 Zuschauern im renovierten Stadion gewannen die Gäste mit 0:1 durch ein Kopfballtor von Sergio Agüero in der 86. Minute.

## Galerie des Stadionumbaus (2014–2017)

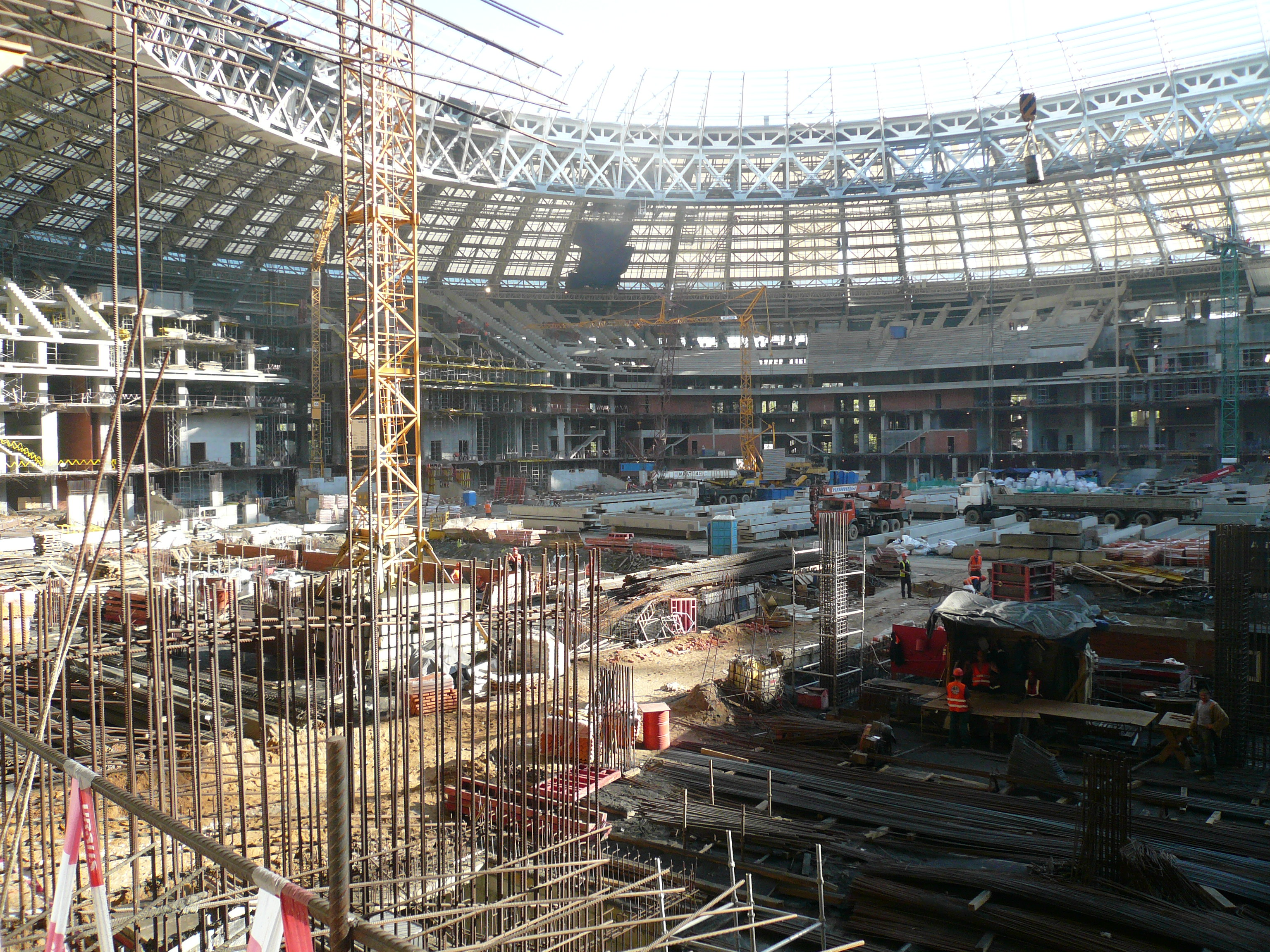
Umbauten im Stadioninnenraum im August 2015
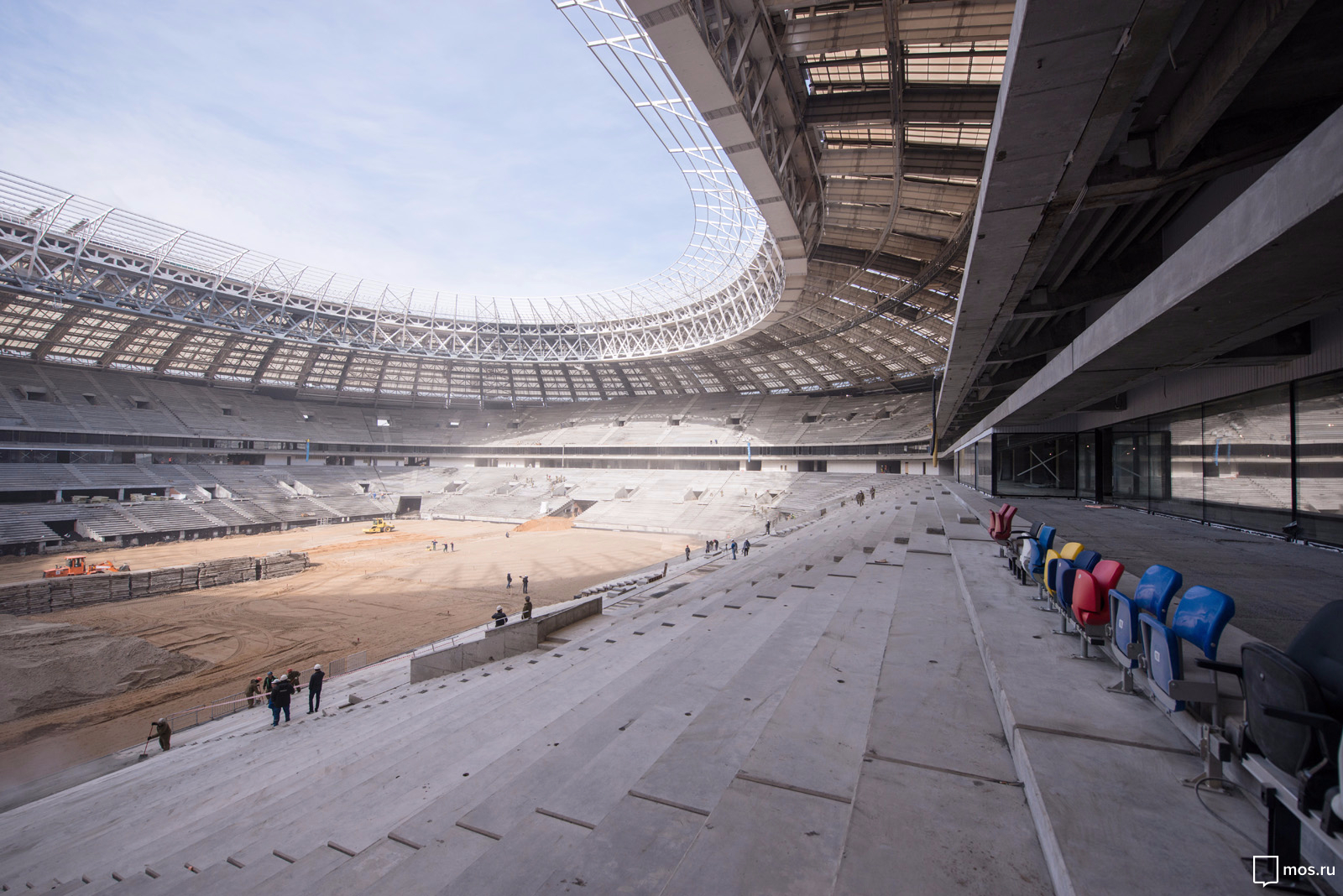
Das Olympiastadion während des Umbaus im April 2016
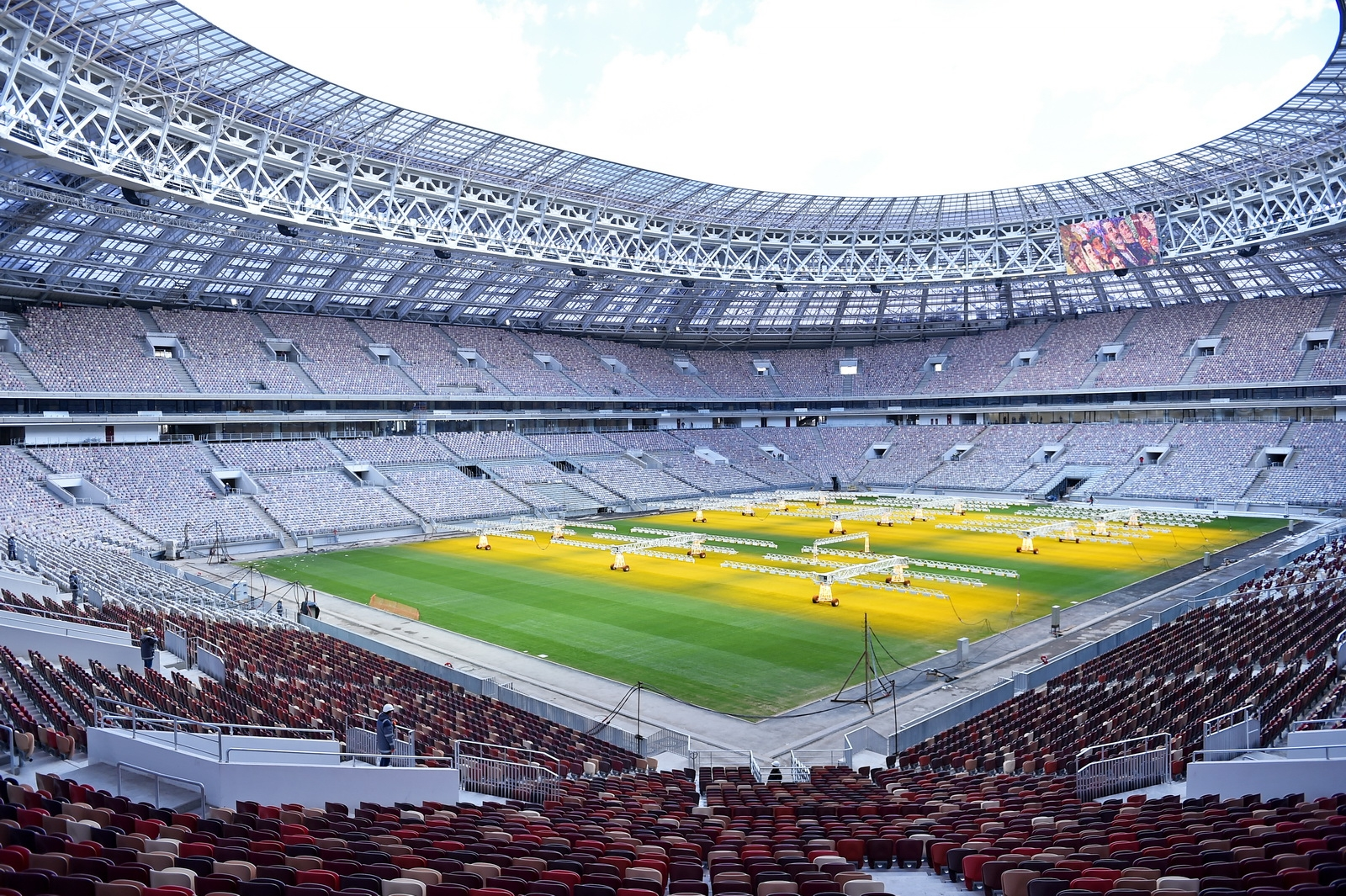
Die alten Tribünen der Sportstätte mit der Leichtathletikanlage wurden entfernt. Es entstand ein modernes Fußballstadion für die Fußball-Weltmeisterschaft 2018 (März 2017)
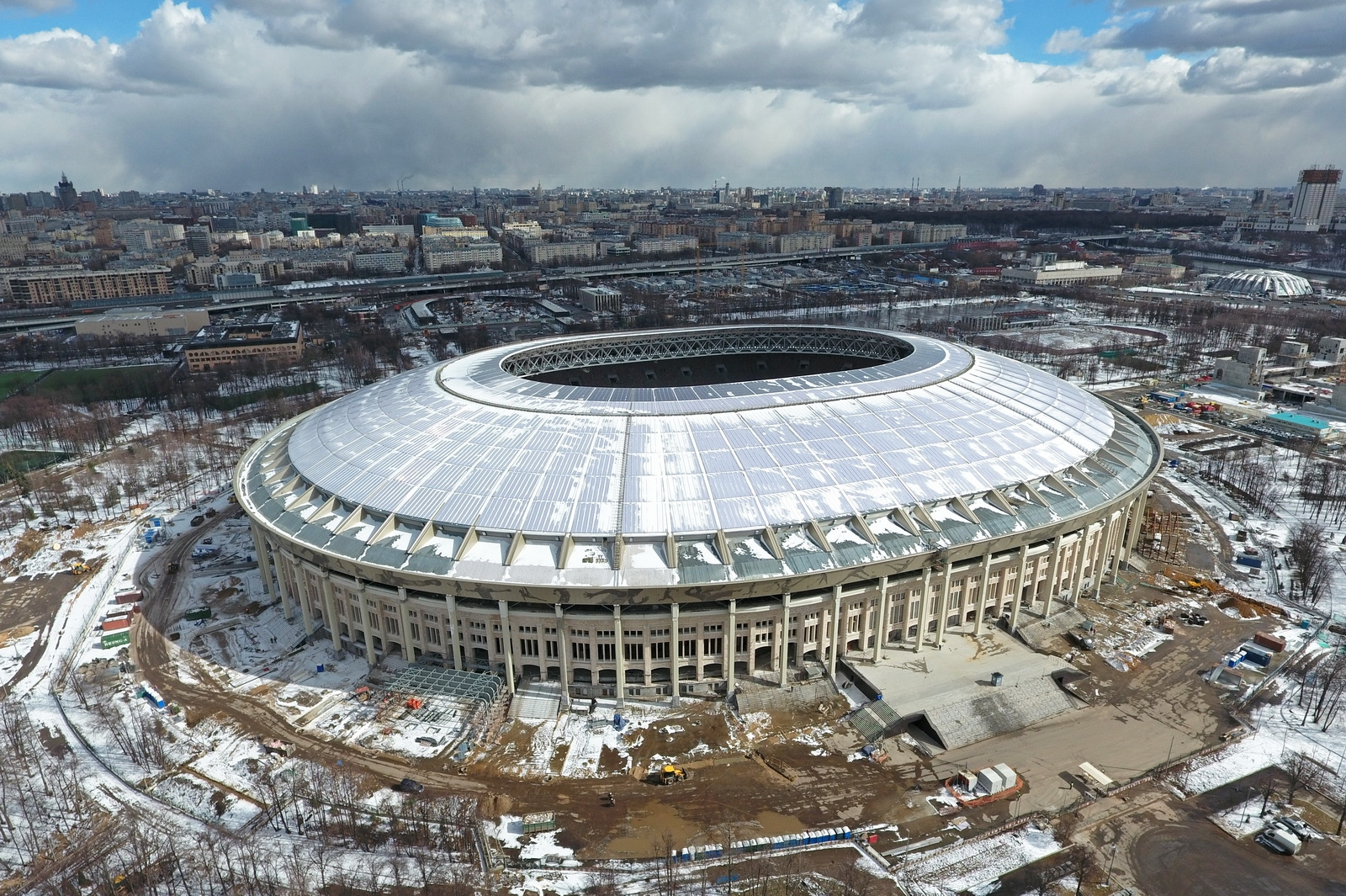
Die neu gedeckte und nach innen erweiterte Dachkonstruktion am 29. März 2017
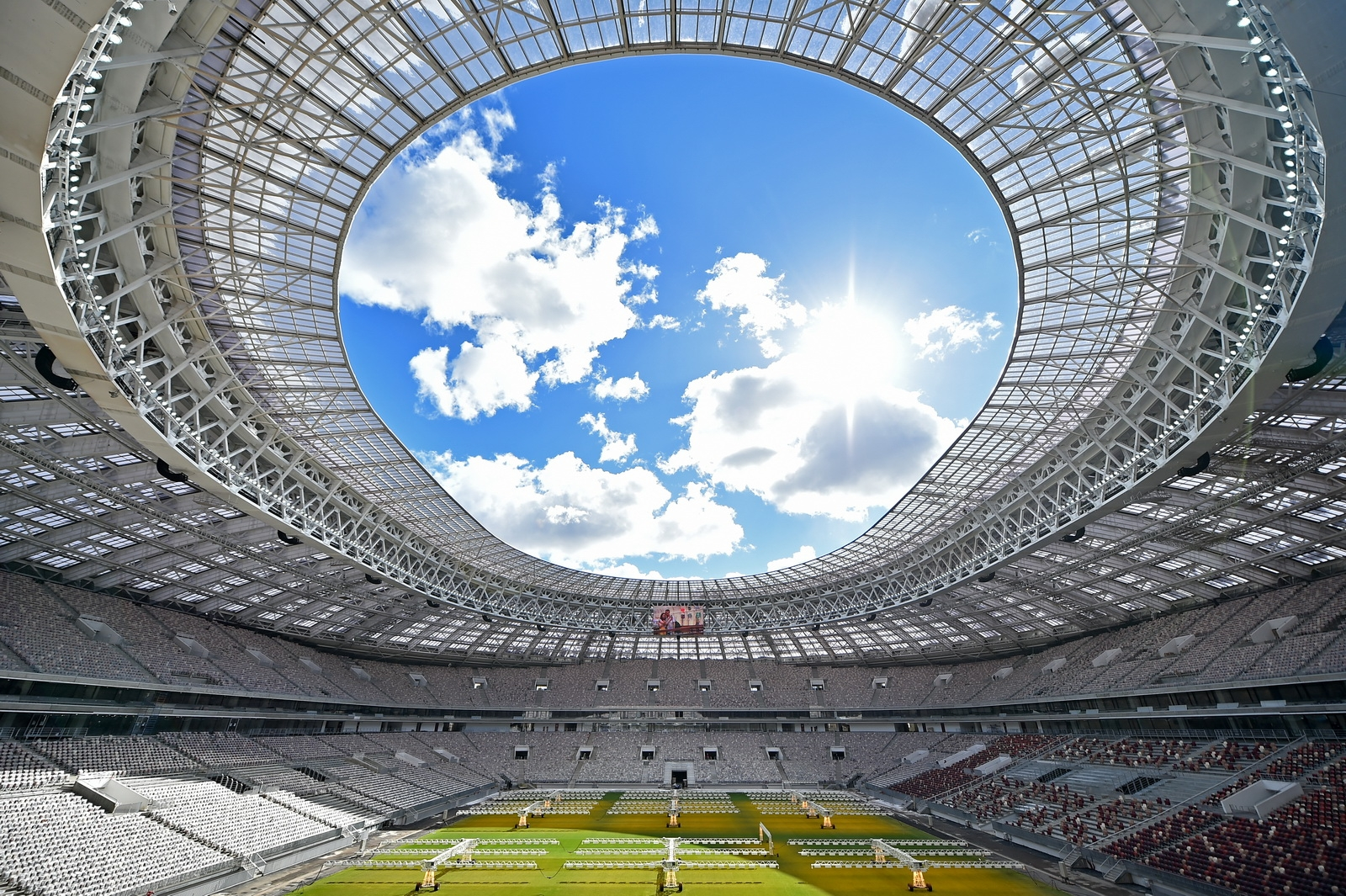
Innenansicht der Dachkonstruktion (März 2017)
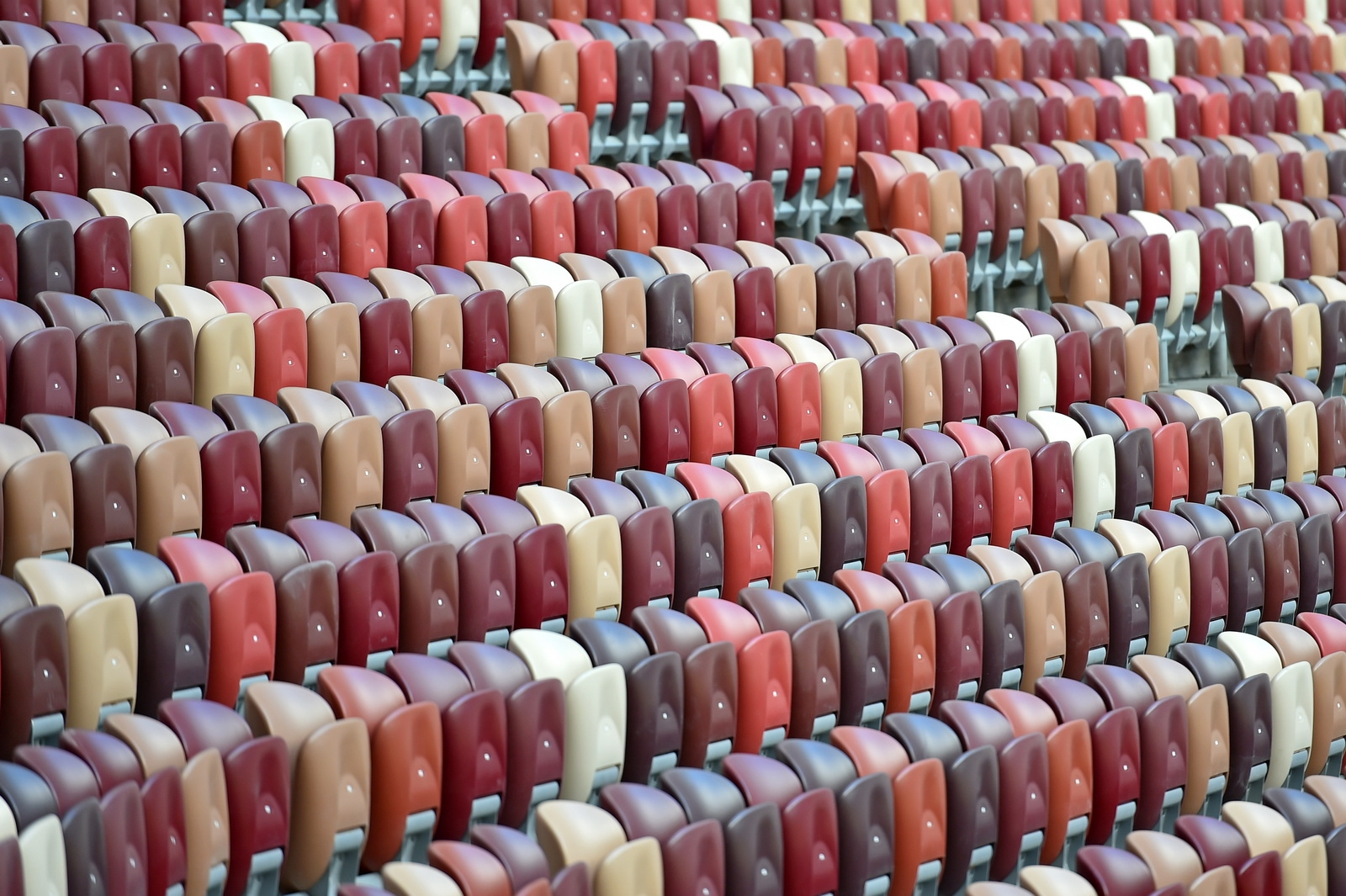
Die neue Bestuhlung des Olympiastadion Luschniki (März 2017)
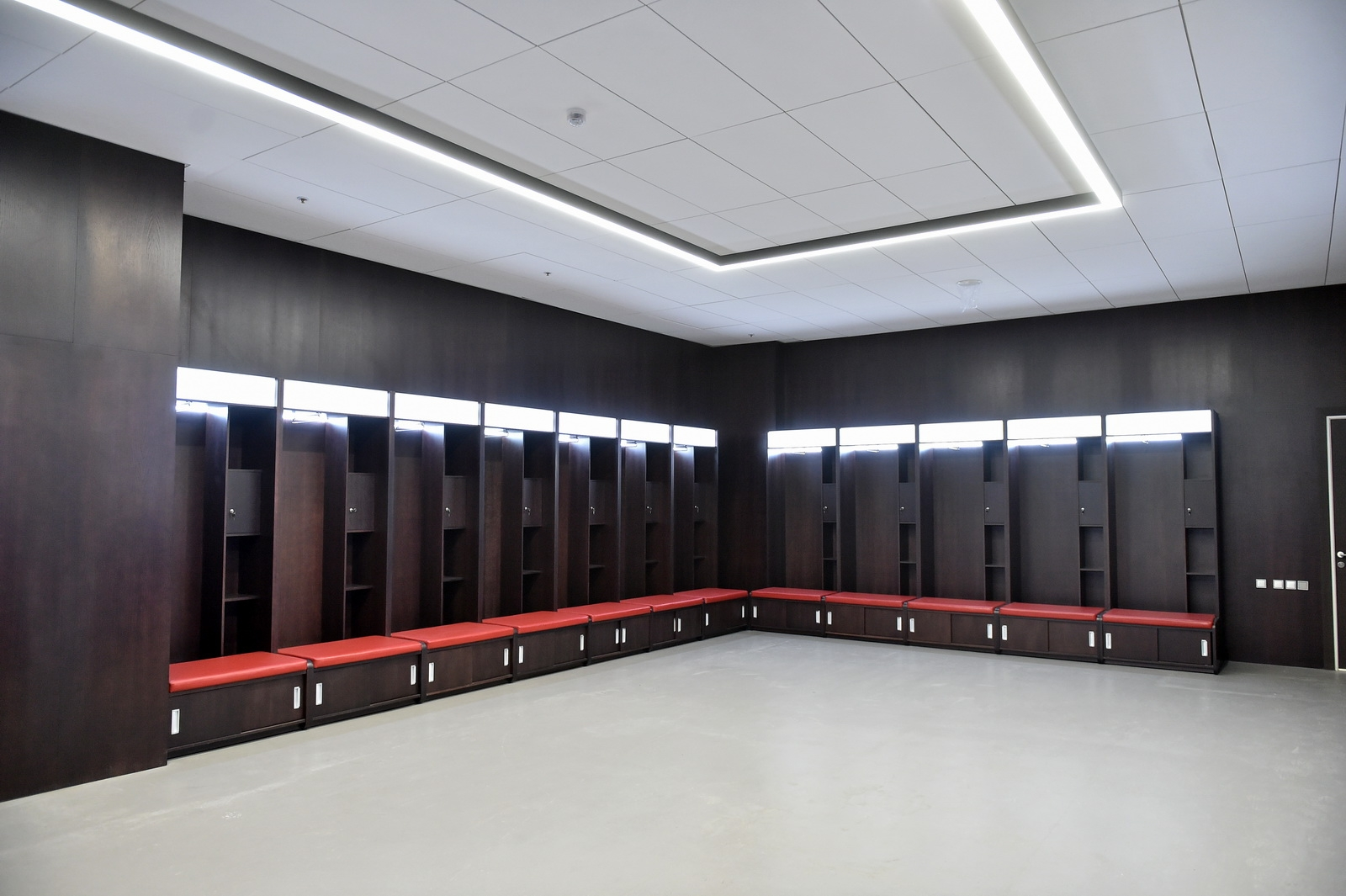
Eine der neuen Umkleidekabinen (März 2017)
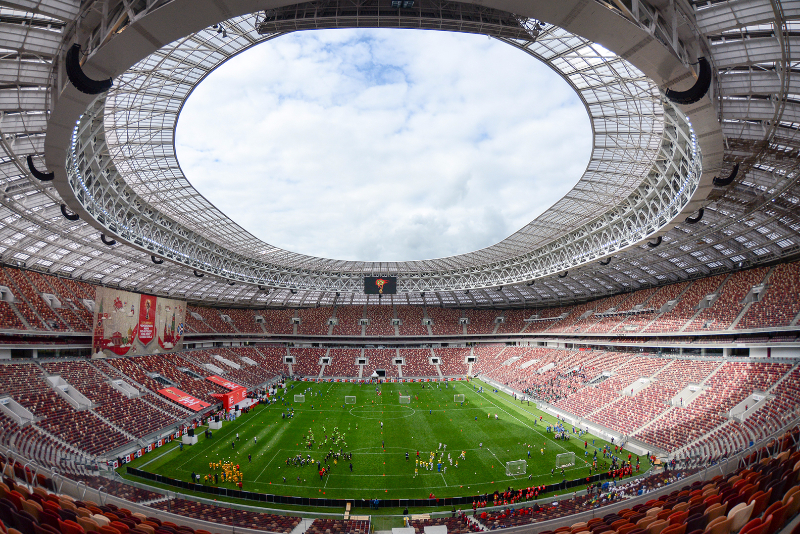
Der Stadioninnenraum im September 2017

## Heutige Nutzung
Der Fußballverein Spartak Moskau trug hier bis 2013 seine Heimspiele aus. Seit 2014 tritt man in der Otkrytije Arena an. Auch Torpedo sowie der ZSKA (jetzt in der 2016 eingeweihten WEB Arena) waren Nutzer des Stadions. Des Weiteren wich die russische Fußballnationalmannschaft manchmal in das Stadion aus, was in den letzten Jahren aber nur selten vorkam. Nach dem 350 Mio. Euro teuren Umbau in ein Fußballstadion wird es öfter zum Einsatz kommen. Außerdem wurde das Stadion auch für andere Großveranstaltungen wie Musikkonzerte genutzt.
Während der Fußball-Weltmeisterschaft 2018 fanden folgende Spiele im Stadion statt:
|                                                           |   |               |                                 |
| 14. Juni 2018 um 18:00 Uhr (17:00 Uhr MESZ) – Gruppe A    |   |               |                                 |
| Russland                                                  | – | Saudi-Arabien | 5:0 (2:0)                       |
| 17. Juni 2018 um 18:00 Uhr (17:00 Uhr MESZ) – Gruppe F    |   |               |                                 |
| Deutschland                                               | – | Mexiko        | 0:1 (0:1)                       |
| 20. Juni 2018 um 15:00 Uhr (14:00 Uhr MESZ) – Gruppe B    |   |               |                                 |
| Portugal                                                  | – | Marokko       | 1:0 (1:0)                       |
| 26. Juni 2018 um 17:00 Uhr (16:00 Uhr MESZ) – Gruppe C    |   |               |                                 |
| Dänemark                                                  | – | Frankreich    | 0:0                             |
| 1. Juli 2018 um 17:00 Uhr (16:00 Uhr MESZ) – Achtelfinale |   |               |                                 |
| Spanien                                                   | – | Russland      | 1:1 n. V. (1:1, 1:1), 3:4 i. E. |
| 11. Juli 2018 um 21:00 Uhr (20:00 Uhr MESZ) – Halbfinale  |   |               |                                 |
| Kroatien                                                  | – | England       | 2:1 n. V. (1:1, 0:1)            |
| 15. Juli 2018 um 18:00 Uhr (17:00 Uhr MESZ) – Finale      |   |               |                                 |
| Frankreich                                                | – | Kroatien      | 4:2 (2:1)                       |

Am 18. März 2022, dem achten Jahrestag der russischen Annexion der Krim, fand eine Großkundgebung mit dem russischen Präsidenten Wladimir Putin im Stadion statt.

## Auszeichnungen

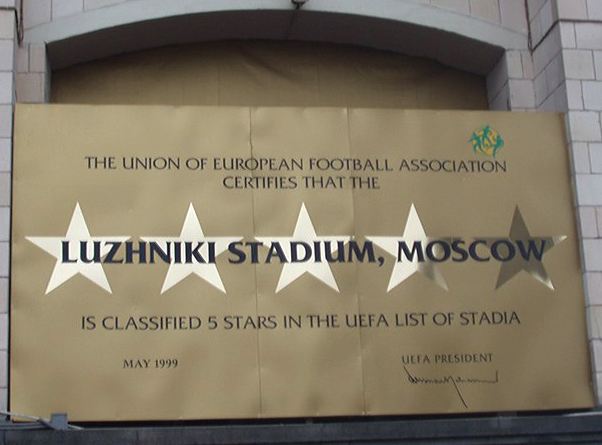
Die 5-Sterne-Auszeichnung der UEFA am Luschniki-Stadion

Das Stadion bekam im Jahre 2002 von der UEFA die Auszeichnung der Fünf-Sterne, was unter anderem Voraussetzung war, um als Austragungsort für ein Champions-League-Finale kandidieren zu können. Nach mehrmaliger Umstellung des Bewertungssystems wurde das Stadion von der UEFA zunächst als Elitestadion, inzwischen (seit 2010) als Stadion der Kategorie 4 klassifiziert.